# G. J. P. J. Bolland

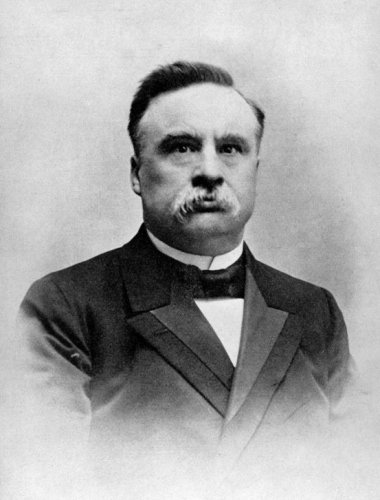
Bolland

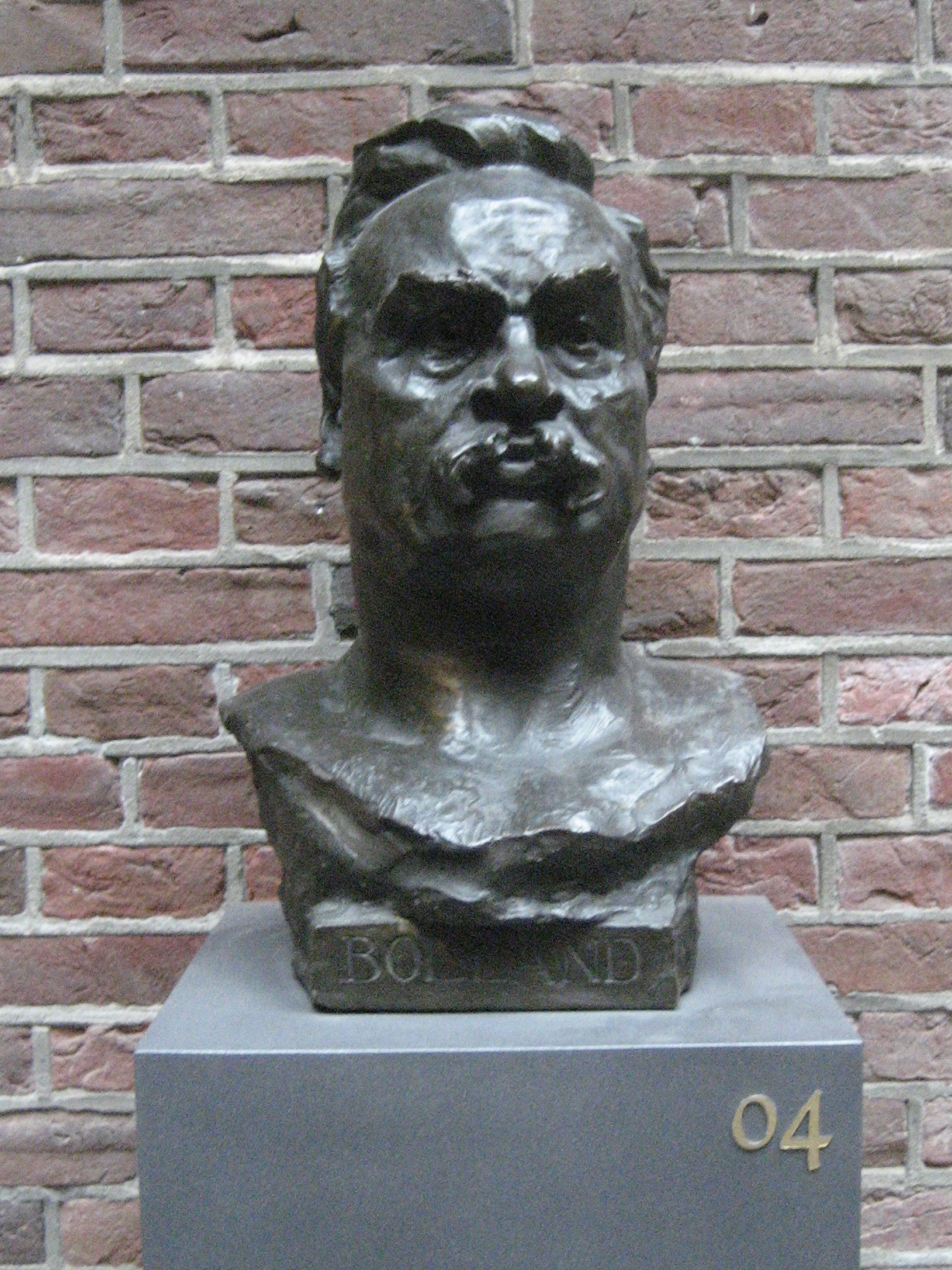
Büste G. J. P. J. Bolland
(Universität Leiden)

Gerardus Johannes Petrus Josephus Bolland, kurz G. J. P. J. Bolland (* 9. Juni 1854 in Groningen; † 11. Februar 1922 in Leiden) war ein niederländischer autodidaktischer Philosoph und Religionswissenschaftler.
Bolland war zunächst Anhänger Eduard von Hartmanns und wurde dann der um die Jahrhundertwende bedeutendste Vertreter der hegelschen Philosophie in den Niederlanden; er wirkte als Übersetzer, Herausgeber und Kommentator von Hegels Schriften. Nach seinem Tod organisierte sich der niederländische Hegelianismus in der Bolland-Gesellschaft für reine Vernunft. 

## Leben
Bolland kam in einer einfachen katholischen Familie zur Welt. Zunächst arbeitete er als Lehrer. Im Jahr 1896 wurde er Professor der Philosophie der Universität Leiden. Bolland war Experte des Deutschen Idealismus, insbesondere des Werks von Eduard von Hartmann und Georg Wilhelm Friedrich Hegel. Er ließ insbesondere das Werk Hegels in den Niederlanden wieder aufleben. 
Für Aufmerksamkeit sorgten Bollands Forschungsergebnisse über die Anfänge des Christentums. Im Sinne des Jesus-Mythos folgte er Bruno Bauers Werk, indem er davon ausging, dass sich das Christentum aus vorchristlichen Kulten und Strömungen durch Synkretismus entwickelte. Hierbei nahm er Bezug zu Philon von Alexandria. Jesus von Nazaret als historische Person habe hingegen nicht existiert, sondern entwickelte sich aus den Geschichten dieser Strömungen. Erst im ersten Jahrhundert habe sich unter den Anhängern des frühen Christentums die Transformation der mythischen Jesusgestalt in die legendäre Jesusperson vollzogen.

## Werk (Auswahl)
- Hegel. Eene Historische Studie (1898)
- Zuivere Rede. Een boek voor vrienden der wijsheid (1904)
- De Evangelische Jozua (1907; PDF; 211 kB)